# Jon Juaristi
Jon Juaristi Linacero (rođen u Bilbau 6. ožujka 1951.) je baskijsko-španjolski pjesnik, esejist i prevoditelj na španjolski i baskijski, kao i samo-priznati bivši militant ETA-e. Trenutno boravi u Madridu.
Nakon što je bio kao baskijski nacionalist tijekom svoje mladosti, sada je Juaristi odani španjolski nacionalist, do te mjere da je postao zaštitnik desničarske "zaklade u obranu španjolskog naroda".

## Životopis

### Obrazovanje i zaposlenje
Stekao je doktorat iz romanske filologije, studiravši na sveučilištima u Deustu i Sevilli.
Držao je katedru za španjolsku filologiju na Sveučilištu u Baskiji,  na Centru kralja Juana Carlosa I.  na Sveučilištu New York, te je bio titularni profesor Katedre za suvremene misli zaklade Cañada Blanch na sveučilištu u Valenciji. Juaristi je također radio kao predavač i istraživač u Austinu, te na El Colegio de México. Vodio je Nacionalnu knjižnicu Španjolske od 2001. do 2004., a potom napustio taj položaj usmjerivši se na Institut Cervantes do smjene nakon Socijalističkog trijumfa 14. ožujka 2004.

### Rani politički aktivizam
U dobi od 16 godina, potaknut čitanjem djela " Vasconia" Federica Krutwiga, on je ušao u ETA-u.  Njegova najistaknutija akcija je bila upostava kontakta naoružane ćelije karlista s ETA-om nakon što je Francov režim prognao Carlosa Huga de Borbón Parma (pretendenta na španjolsko prijestolje).
Kasnije, na Sveučilištu, on je ušao u manjinsko radničko grupiranje ETA-e, nazvano ETA VI Asamblea, koje je 1973. stopilo trockističku "revolucionalnu ligu komunista" (Ligu Comunista Revolucionaria, LCR) kao njegovu baskijsku grane. Nakon što je došao pod policijsku pozornost, on je napustio svoj rodni grad otišavši na studij romanske filologije u Sevilli, vrativši se na kraju na Sveučilištu u Deusto, gdje je i doktorirao. U Deustu je izbačen 1972. "zbog agitiranja", ali je ponovno primljen sljedeće godine. U tom razdoblju je završio nekoliko puta u zatvoru zbog "prekršaja", te je osuđen na sudu javnog reda.
Godine 1974. napustio je LCR i ljevičarsku političku aktivnost te se gotovo u potpunosti posvetio svojoj akademskoj karijeri.
Godine 1980., povezao se s Komunističkom partijom Španjolske tijekom procesa ujedinjenja s Euskadiko Ezkerra (EE), što će dovesti do nove socijaldemokratske skupine koja je aktivno odbacivala uporabu nasilja. Napustio ju je 1986., razočaran kad se EE nije udružila u Španjolsku Socijalističku radničku stranku (PSOE) nakon izbora u autonomnoj zajednici Baskiji 1986. Godine 1987. Juaristi se pridružio PSOE. Kasnije je izjavio u svojim memoarima da je to učinio na poticaj "etičkih imperativa" kao posljedica napada radikalnih separatista grupe "Mendeku" grupa protiv "Casa del Pueblo" (lokalna podružnica PSOE ) u Portugaleteu. Nekoliko članova PSOE je spaljeno do smrti u napadu.

### Trenutna politička aktivnost
Njegova kritika etničkog nacionalizma i njegovih izuma i manipulacija mitovima, posebno na dijelu baskijskog nacionalizma, dobila je medijsku vidljivost kroz brojne članke, eseje i govore. Juaristijev stav protiv terorizma i njegova podrška žrtvama ETA-ina nasilja, dodatno je postao vidljiva po formiranju Foro Ermua (Forum Ermua, sada konzervativne anti-terorističke organizacije, ali s korijenima u baskijskoj ljevici) godine 1997. U posljednjih desetak godina on je definiran, u različitim masovnim medijima intervjua, kao "španjolski nacionalist". " Od kraja 1980-ih, s obzirom na njegove oštre kritike nasilja baskijskih separatista bio je izložen prijetnjama ETA-e. Krajem 1999., on je nakon ETA-ine najave obustavljanja prekida vatre od prethodne godine i nakon što je upozoren na ozbiljnost prijetnji po njegov život napustio je Sveučilište u Deustu i Baskiju.
Juaristi je prešao na židovstvo iz više osobnih nego vjerskih razloga :
"Židovstvo za mene nije zapravo religija, već prije etički pogled na svijet"
Juaristi posvećuje određen broj svojih članaka kritici antisemitizma (kao i anticionizma ). Također je pisao u obranu prava Izraela na vlastitu državu.

## Poezija
Njegov pjesnički glas je pod utjecajem baskijskog pjesnika (i svog bliskog prijatelja) Gabriela Arestija, Miguela de Unamuna i Blas de Otero, kao i od strane ironije pjesnika i anglo-američkog esejista W.H. Audena. Njegova poezija često priziva raspoloženje njegovog djetinjstva i mladosti u Bilbau, a njegov ton je razočaran, gorak, urban i inteligentan.
Njegovi poetski radovi su:
- Diario de un poeta recién cansado ("Diary of a poet recently tired") (1986)
- Suma de varia intención ("Amount of varying intention") (1987.)
- Arte de marear ("Art to annoy") (1988.)
- Los paisajes domésticos ("The domestic landscapes") (1992.)
- Mediodía ("Noon") (1993.)
- Tiempo desapacible ("Unpleasant time") (1996.)
- Poesía reunida ("Reunited poetry") (1986. – 1999.) (2001.)
- Prosas en verso ("Prose in verse") (2002.)

## Eseji
U svojim esejima analiza je uobičajena tema, sa psihološke i sociološke perspektive nadahnute Carl Jung i Leon Polyakov, te povijesnim i mitskim korijeni europskog nacionalizma, posebno baskijskog. Filološki spomeni su česti u tekstovima, kao i reference i anegdota koje se bave autorima, temama i djelima iz okultizma. Njih obično spominje uz distancu i ironiju
- Euskararen Ideologiak (1976.)
- El linaje de Aitor. La invención de la tradición vasca (1984.)
- Literatura vasca (1987.)
- Arte en el País Vasco (1987). Con Kosme M. de Barañano y Javier González de Durana.
- Vicente de Arana (1990.)
- Vestigios de Babel. Para una arqueología de los nacionalismos españoles (1992.)
- Auto de Terminación: raza, nación y violencia en el País Vasco (1994.)  Artículos: en colaboración con Juan Aranzadi y Patxo Unzueta.
- La Europa (cultural) de los pueblos: voz y forma (1994.) - u suradnji s drugim autorima
- El chimbo expiatorio (la invención de la tradición bilbaína, 1876. – 1939.) (1994.)
- El bucle melancólico. Historias de nacionalistas vascos (1997.)
- Sacra nemesis. Nuevas historias de nacionalistas vascos (1999.)
- Sermo humilis: poesía y poética (1999.)
- El bosque originario (2000.)
- La tribu atribulada. El Nacionalismo Vasco explicado a mi padre (2002.)
- El reino del ocaso (2004.)
- Cambio de destino (2006.) ISBN 84-332-9668-6 nevaljani ISBN

## Nagrade
- 1988: Ícaro de Literatura.
- 1997: Espasa de Ensayo por El bucle melancólico.
- 1998: XV Premio de Periodismo Francisco Cerecedo.
- 1998: Premio Nacional de Literatura por El bucle melancólico.
- 2000: Fastenrath.